# چارلز بیکر
چارلز بیکر (انگلیسی: Charles Baker؛ زادهٔ ۲۷ فوریهٔ ۱۹۷۱) یک هنرپیشه، نویسنده، کارگردان و نوازنده پیانو اهل ایالات متحده آمریکا است.

## بخشی از فیلمشناسی
از فیلم‌ها یا برنامه‌های تلویزیونی که وی در آن نقش داشته‌است می‌توان به آثار زیر اشاره کرد.
- به سوی شگفتی (۲۰۱۲)
- آن‌ها بی‌گناهند (۲۰۱۳)
- وحشی (فیلم ۲۰۱۴) (۲۰۱۴)
- شیطان نئونی (۲۰۱۶)
- ال کامینو: فیلم برکینگ بد (۲۰۱۹)
- وان پیس (۱۹۹۹–۲۰۰۴)
- واکر رنجر تگزاس: محاکمه توسط آتش (۲۰۰۵)
- فرار از زندان (مجموعه تلویزیونی) (۲۰۰۶)
- دی گری-من (۲۰۰۶)
- شکارچی جادوگر (۲۰۰۷)
- کلیمور (۲۰۰۷)
- بریکینگ بد (۲۰۰۸–۲۰۱۳)
- تمپل گراندین (فیلم) (۲۰۱۰)
- تعقیب (مجموعه تلویزیونی ۲۰۱۰) (۲۰۱۱)
- فهرست سیاه (مجموعه تلویزیونی) (۲۰۱۳)
- کلنی (مجموعه تلویزیونی) (۲۰۱۶)
- گریم (مجموعه تلویزیونی) (۲۰۱۷)
- بروکلین نه-نه (۲۰۱۷)
- اسلحه مرگبار (مجموعه تلویزیونی) (۲۰۱۷)
- تازه کار (سریال تلویزیونی) (۲۰۱۹)